# Villa rustica
Villa rustica (expresie latină, plural villae rusticae, conac rural) a fost termenul folosit de vechii romani pentru a desemna o proprietate rurală ce cuprindea locuința proprietarului și anexele gospodărești, care aveau o destinație condiționată de tipul principal de activitate pe care îl dezvoltă ferma respectivă (magazii, depozite, grajduri, etc.) . Villa rustica se afla adesea în centrul unei proprietăți agricole de mari dimensiuni (latifundium).

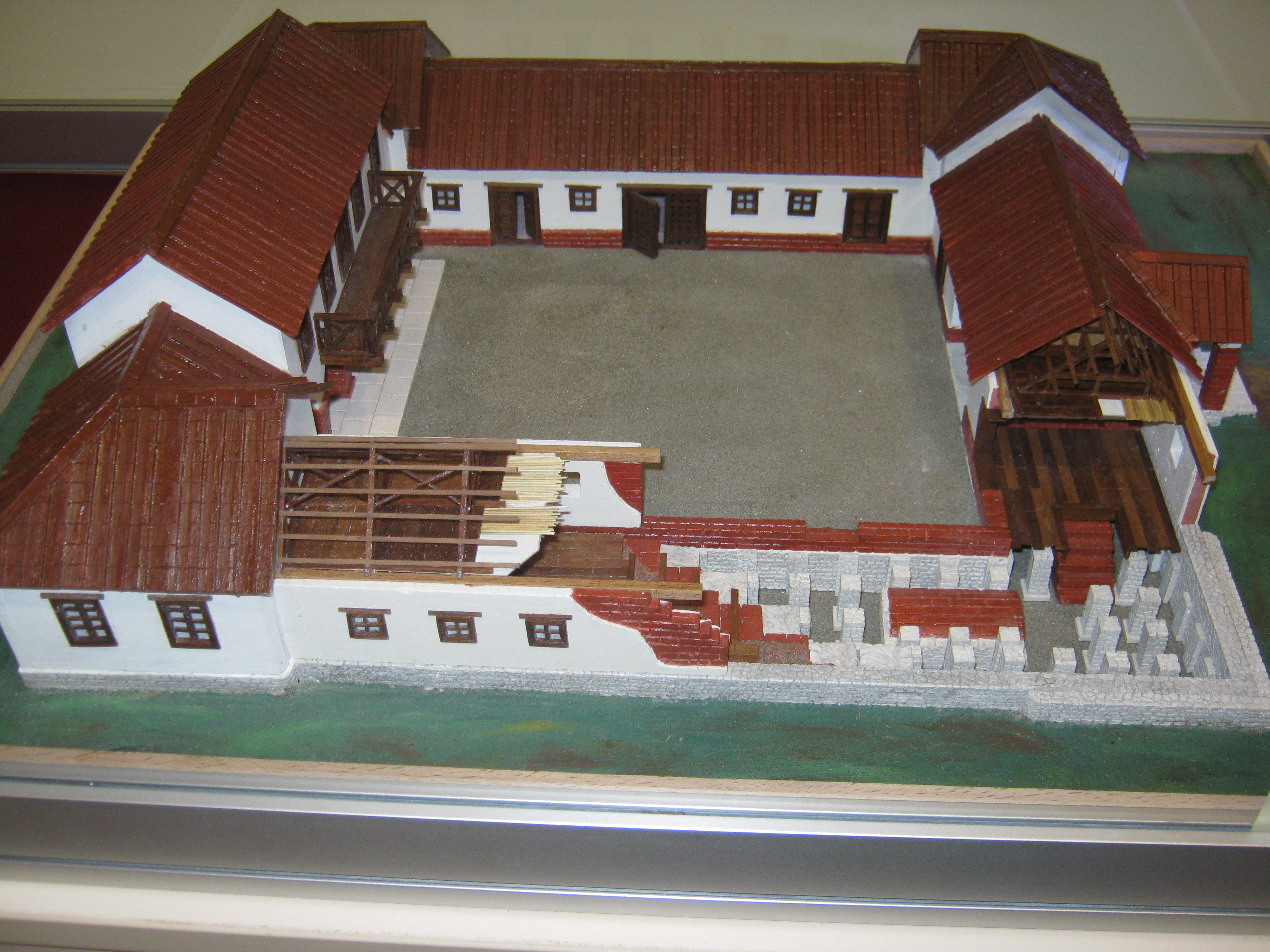
Model de villa rustica construit pe baza descoperirilor din vecinătatea localității Valjevo, Serbia

Adjectivul rusticarum a fost folosit pentru a se distinge de vila urbană (insula).
Villa rustica a servit prin urmare atât ca reședință a proprietarului și a familiei sale (și a slujitorilor), cât și de asemenea ca un centru de gestionare a exploatațiilor agricole.
Aceasta includea adesea clădiri separate, adaptate muncilor agricole, incluzând grajduri și hambare (horrea) pentru animale și recolte.
Ansamblul villei rustice se deosebea în funcție de arhitect, dar de obicei aceasta a constat din trei părți: urbana (clădirea principală), centru agricol și rusticana (zona fermei).

Plan Villa rustica din localitatea Hobița, Sarmizegetusa, România

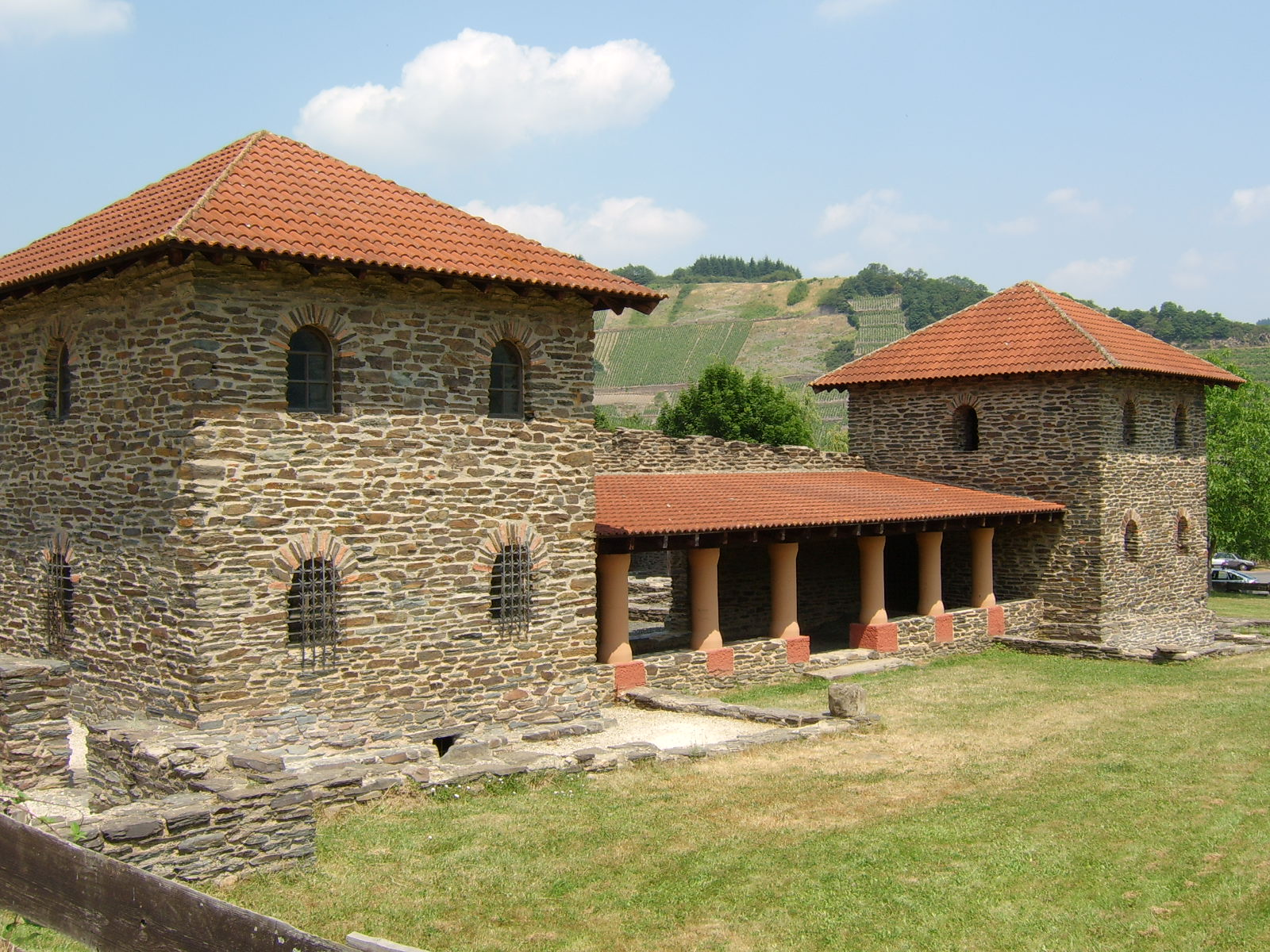
Villa rustica din localitatea Mehring, Bavaria, Germania

## În România
De exemplu, la Săcelu a existat cea mai însemnată villa rustica din zona nordică a Olteniei, situată într-o regiune deluroasă, străbătută de apa pârâului Blahnița. Aici, pe lângă ocupațiile agrozootehnice, se desfășurau și activitățile legate de prelucrarea lutului și a pietrei .
Un alt exemplu este lângă Sarmizegetusa. Ferma din hotarul comunei Hobița aparține tipului de fermă întâlnit în Africa și la Rin: amplasament cu diferite construcții din piatră sau din lemn, răspândite în spațiul închis de zidul incintei.